# Помянув-Гурни
Помянув-Гурни (пол. Pomianów Górny, нім. Oberpomsdorf) — село в Польщі, у гміні Каменець-Зомбковицький Зомбковицького повіту Нижньосілезького воєводства.
Населення — 158 осіб (2011).
У 1975-1998 роках село належало до Валбжиського воєводства.

## Демографія
Демографічна структура станом на 31 березня 2011 року:
|          | Загалом | Допрацездатний вік | Працездатний вік | Постпрацездатний вік |
| -------- | ------- | ------------------ | ---------------- | -------------------- |
| Чоловіки | 76      | 11                 | 56               | 9                    |
| Жінки    | 82      | 11                 | 52               | 19                   |
| Разом    | 158     | 22                 | 108              | 28                   |